# Distrito de Karlovy Vary
El distrito de Karlovy Vary es uno de los tres distritos que forman la región de Karlovy Vary, República Checa, con una población estimada a principio del año 2018 de 115 328 habitantes. Se encuentra ubicado al oeste del país, al oeste de Praga, cerca de la frontera con Alemania. Su capital es la ciudad de Karlovy Vary.

## Localidades (población año 2018)
- Abertamy 1016
- Andělská Hora 360
- Bečov nad Teplou 933
- Bochov 1989
- Božičany 641
- Boží Dar 244
- Bražec 221
- Březová 538
- Černava 306
- Chodov 115
- Chyše 575
- Čichalov 183
- Dalovice 1986
- Děpoltovice 377
- Doupovské Hradiště 160
- Hájek 618
- Horní Blatná 420
- Hory 271
- Hradiště 578
- Hroznětín 2026
- Jáchymov 2549
- Jenišov 996
- Karlovy Vary 48 776
- Kolová 731
- Krásné Údolí 396
- Krásný Les 331
- Kyselka 796
- Merklín 966
- Mírová325
- Nejdek 7791
- Nová Role 4161
- Nové Hamry 342
- Ostrov 16 865
- Otovice 900
- Otročín 467
- Pernink 630
- Pila 533
- Potůčky439
- Pšov 565
- Sadov 1272
- Šemnice 673
- Smolné Pece 194
- Stanovice 632
- Štědrá 565
- Stráž nad Ohří 605
- Stružná 547
- Teplička 117
- Toužim 3703
- Útvina 574
- Valeč 333
- Velichov 553
- Verušičky 473
- Vojkovice 626
- Vrbice 194
- Vysoká Pec 373
- Žlutice 2356